# Mehmed I.

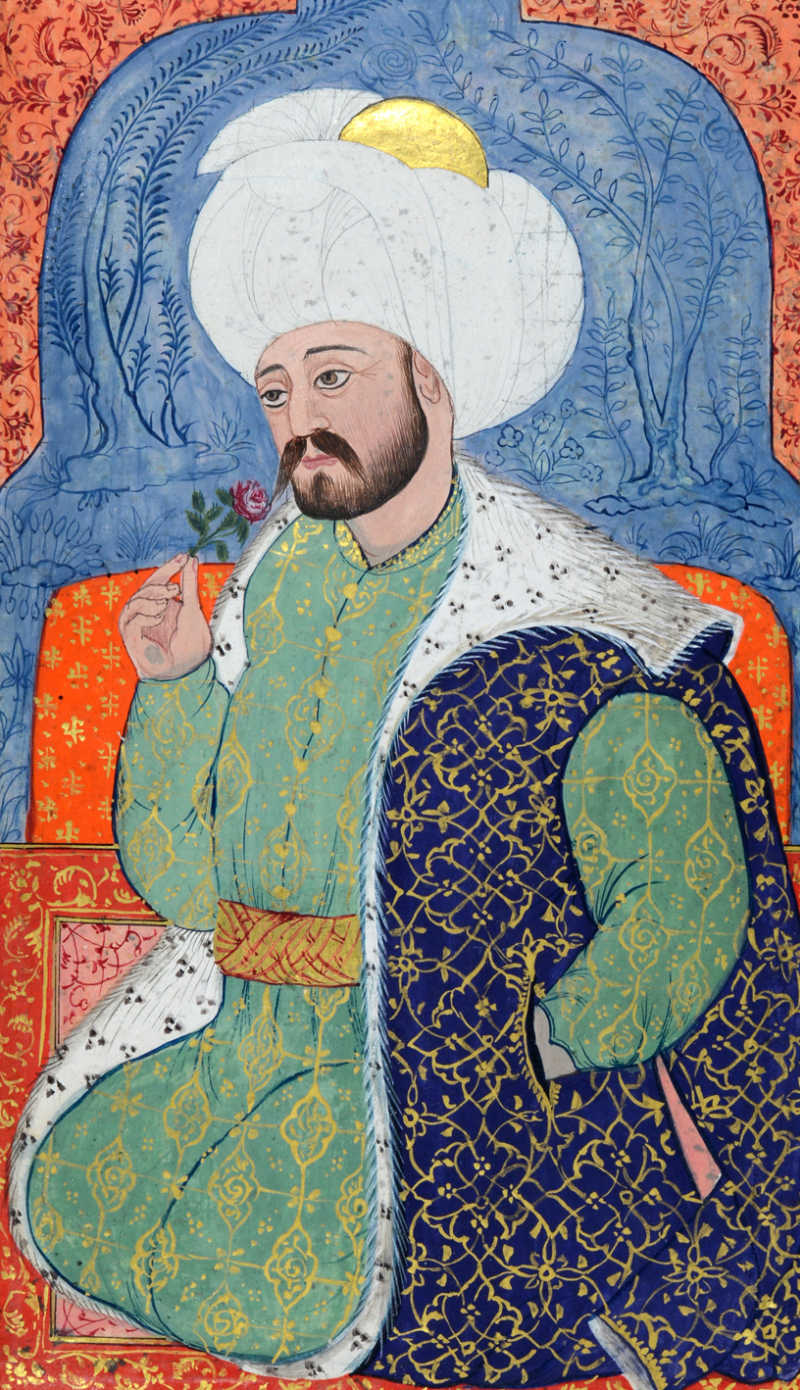
Mehmed I., osmanische Miniatur des 16. Jahrhunderts

Mehmed I. (geboren 1389 in Bursa; gestorben am 26. Mai 1421 in Adrianopel) war Sultan des Osmanischen Reiches von 1413 bis 1421. Nach den Wirren des Interregnums gelang es ihm, die osmanische Herrschaft wiederherzustellen.

## Regierung
Mehmed I. Çelebi war derjenige Sohn Bayezids I., der aus dem Bruderkampf um die Nachfolge seines 1402 entthronten Vaters als Sieger hervorging. 
Seine Regierungszeit ist eine Phase der Konsolidierung des Osmanischen Reichs. Mehmed schlug verschiedene Aufstände nieder. Die wichtigsten waren der Aufstand des Scheichs Bedreddin, des ehemaligen Heeresrichters von Musa Çelebi, sowie ein weiterer Aufstand des zeitweilig von Byzanz unterstützten Düzme Mustafa, der vermutlich ein weiterer Bruder des Sultans war.
Mehmed I. schloss einen Friedensvertrag mit den Venezianern, nachdem die erste Seeschlacht des Osmanischen Reiches gegen die Venezianer verlorengegangen war.
Das Beylik der Candaroğulları wurde Vasall des Osmanischen Reiches. 
Mehmed I. starb im Alter von nur 32 Jahren. Nach einer Quelle soll er bei einem Ausritt einen epileptischen Anfall erlitten haben und vom Pferd gestürzt sein. Sein ältester Sohn Murad trat die Thronfolge an.
Die bei den Osmanen aus Staatsräson immer wieder praktizierte Verheimlichung des Todes von Sultanen ist hier mit besonderer Ausführlichkeit überliefert. Die Großwesire wollten einen erneuten Bruderkrieg verhindern und holten Mehmeds Sohn Murad herbei, bevor das Heer vom Tod des Sultans erfuhr. Doch es wollte Mehmed sehen, also legte man seiner Leiche die Reichsgewänder an und setzte sie auf den Thron. Der Betrug gelang.
Die 1420 von Haci İvaz errichtete Yeşil Camii in Bursa, die „Grüne Moschee“, ist eines der Meisterwerke der frühosmanischen Architektur. Auftraggeber für ihren Bau war Mehmed I. Die Grüne Moschee hat ihren Namen von den Fayencen der Innenräume. Im Grünen Mausoleum in der Nähe der Moschee ruhen die sterblichen Überreste des Sultans.